# Impacto ambiental de la fracturación hidráulica

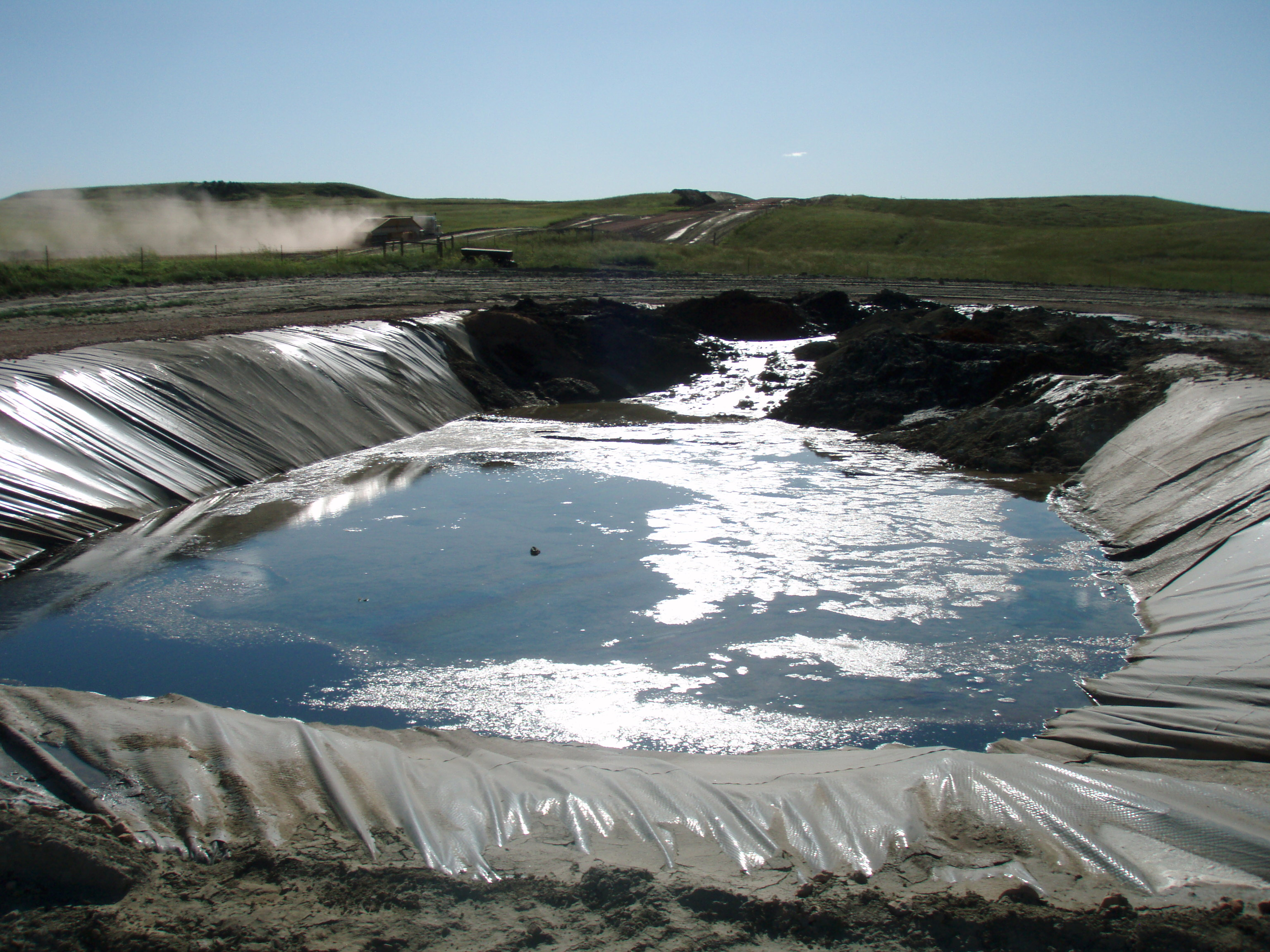
Pozo de desechos en Dakota del Norte perforando la Formación Bakken.

La fracturación hidráulica tiene el potencial de causar emisiones de metano fugitivo, contaminación de aire, contaminación de agua, y contaminación acústica. La contaminación del agua y el aire son los mayores riesgos para la salud humana derivados de la fracturación hidráulica. Se están realizando investigaciones para determinar si la salud humana se ha visto afectada, y se requiere el cumplimiento de los procedimientos de regulación y seguridad para evitar impactos negativos.
Los fluidos de fracturamiento hidráulico incluyen agentes de apoyo y otras sustancias, que pueden incluir químicos tóxicos. En los Estados Unidos, dichos aditivos pueden ser tratados como secretos comerciales por las compañías que los usan. La falta de conocimiento sobre productos químicos específicos ha complicado los esfuerzos para desarrollar políticas de gestión de riesgos y estudiar los efectos en la salud. En otras jurisdicciones, como el Reino Unido, estos productos químicos deben hacerse públicos y sus aplicaciones deben ser no peligrosas.
El uso de agua por fracturamiento hidráulico puede ser un problema en áreas que experimentan escasez de agua. El agua superficial se puede contaminar a través de derrames y pozos de desechos construidos y mantenidos incorrectamente, en las jurisdicciones donde están permitidos. Por otra parte, el agua subterránea puede contaminarse si el líquido puede escapar durante el fracking. El agua producida, el agua que regresa a la superficie después del fracking, se administra mediante inyección subterránea, tratamiento de aguas residuales municipales y comerciales y reutilización en pozos futuros. Existe la posibilidad de que el metano se filtre en el agua subterránea y en el aire, aunque el escape de metano es un problema mayor en los pozos más antiguos que en los construidos bajo una legislación más reciente.
La fractura hidráulica causa una sismicidad inducida llamada eventos microsísmicos o micro terremotos. La magnitud de estos eventos es demasiado pequeña para ser detectada en la superficie, siendo generalmente de magnitud M-3 a M-1. Sin embargo, los pozos de eliminación de fluidos (que a menudo se utilizan en los EE. UU. Para eliminar desechos contaminados de varias industrias) han sido responsables de terremotos de hasta 5,6 M en Oklahoma y otros estados.
Los gobiernos de todo el mundo están desarrollando marcos regulatorios para evaluar y gestionar los riesgos ambientales y de salud asociados, trabajando bajo la presión de la industria, por un lado, y de los grupos contra el fracking, por el otro.: 3–7  En algunos países como Francia se ha favorecido un enfoque de precaución y se ha prohibido la fracturación hidráulica. Algunos países, como los Estados Unidos, han adoptado el enfoque de identificar riesgos antes de regular. El marco regulatorio del Reino Unido se basa en la conclusión de que los riesgos asociados con la fracturación hidráulica son manejables si se llevan a cabo bajo una regulación efectiva y si se implementan las mejores prácticas operacionales. Un estudio que evaluó los efectos en la salud de los productos químicos utilizados en la fractura encontró que el 73% de los productos tenía entre 6 y 14 efectos adversos para la salud, incluidos daños en la piel, los ojos y los órganos sensoriales; dificultad respiratoria incluyendo asma; enfermedad gastrointestinal y hepática; daños al sistema nervioso y al cerebro; cánceres y efectos reproductivos negativos.

## Emisiones al aire
Un informe para la Unión Europea sobre los riesgos potenciales se produjo en 2012. Los riesgos potenciales son "las emisiones de metano de los pozos, los gases de diésel y otros contaminantes peligrosos, los precursores de ozono u los olores de los equipos de fracturación hidráulica, como compresores, bombas y válvulas". También los gases y los fluidos de fracturación hidráulica disueltos en el agua de flujo de retorno plantean riesgos de emisiones al aire. Un estudio midió varios contaminantes del aire semanalmente durante un año alrededor del desarrollo de un pozo de gas recién fracturado y detectó hidrocarburos no metanos, cloruro de metileno (un disolvente tóxico) e hidrocarburos aromáticos policíclicos. Estos contaminantes han demostrado afectar los resultados fetales.
La relación entre el fracking y la calidad del aire puede influir en las enfermedades respiratorias agudas y crónicas, incluida la exacerbación del asma (inducida por partículas en el aire, el ozono y los gases de escape de los equipos utilizados para la perforación y el transporte) y la EPOC. Por ejemplo, las comunidades que cubren el esquisto de Marcellus  tienen frecuencias más altas de asma. Los niños, los adultos jóvenes activos que pasan tiempo al aire libre y los ancianos son particularmente vulnerables. OSHA también ha expresado su preocupación por los efectos respiratorios a largo plazo de la exposición ocupacional a la sílice transportada por el aire en los sitios de fracking. La silicosis se puede asociar a procesos autoinmunes sistémicos.
"En el Reino Unido, todos los operadores de petróleo y gas deben minimizar la emisión de gases como condición de su licencia del Departamento de Energía y Cambio Climático (DECC). El gas natural solo puede ser ventilado por razones de seguridad".
También el transporte del volumen de agua necesario para la fracturación hidráulica, si es realizado por camiones, causa emisiones. Los suministros de agua por tubería pueden reducir la cantidad de movimientos de camiones necesarios.
Un informe del Departamento de Protección Ambiental de Pensilvania indicó que hay poco potencial para la exposición a la radiación de las operaciones de petróleo y gas.

### Riesgos de Inhalación ocupacional
La contaminación del aire es de particular interés para los trabajadores en los sitios de pozos de fracturación hidráulica, ya que las emisiones químicas de los tanques de almacenamiento y los pozos de flujo de retorno abierto se combinan con las concentraciones de aire geográficamente compuestas de los pozos circundantes.
El treinta y siete por ciento de los productos químicos utilizados en las operaciones de fracturación hidráulica son volátiles y son llevados por el aire.
Los investigadores Chen y Carter del Departamento de Ingeniería Civil y Ambiental de la Universidad de Tennessee, Knoxville, utilizaron modelos de dispersión atmosférica (AERMOD) para estimar la concentración potencial de exposición de las emisiones para distancias radiales calculadas de 5 a 180 m de las fuentes de emisión. El equipo examinó las emisiones de 60,644 pozos de fracturación hidráulica y encontró que “los resultados mostraron que el porcentaje de pozos y su potencial de no canceroso agudo, no canceroso crónico, canceroso agudo y canceroso  crónico para la exposición a los trabajadores fue de 12.41%, 0.11%, 7.53 %, y 5.80%, respectivamente. Los riesgos agudos y crónicos de cáncer estaban dominados por las emisiones de los tanques de almacenamiento de productos químicos dentro de un radio de 20 m.

### Cambio climático
Es cuestionable si el gas natural producido por la fracturación hidráulica causa mayores emisiones que el gas producido a partir de pozos convencionales. Algunos estudios han encontrado que la fractura hidráulica tiene mayores emisiones debido al metano que se libera al completar los pozos a medida que algunos gases regresan a la superficie, junto con los fluidos de fracturación. Dependiendo de su tratamiento, las emisiones de pozo-al-quemador son entre un 3,5% y un 12% más altas que para el gas convencional.
Ha surgido un debate particularmente en torno a un estudio realizado por el profesor Robert W. Howarth, que encontró que el gas de esquisto es significativamente peor para el calentamiento global que el petróleo o el carbón.  Otros investigadores han criticado el análisis de Howarth, incluyendo Cathles et al., Cuyas estimaciones fueron "sustancialmente más bajas". Un informe financiado por la industria en 2012, escrito en colaboración con investigadores del Laboratorio Nacional de Energía Renovable del Departamento de Energía de los Estados Unidos, encontró que las emisiones del gas de esquisto, cuando se queman para producir electricidad, eran "muy similares" a las del gas natural de "pozo convencional", Y menos de la mitad de las emisiones de carbón.
Varios estudios que han estimado las fugas de metano durante el ciclo de vida del desarrollo y la producción de gas de esquisto han encontrado un amplio rango de tasas de fugas, desde menos del 1% de la producción total hasta el 10%. De acuerdo con el inventario de gases de efecto invernadero de la Agencia de Protección Ambiental, la tasa de fugas de metano es de alrededor de 1.4%. La Asociación Americana de Gas, un grupo de comercio de la industria, calculó un 1.2% índice de escape. El estudio más completo sobre la fuga de metano del gas de esquisto hasta la fecha, iniciado por el Fondo de Defensa Ambiental y publicado en las Actas de la Academia Nacional de Ciencias el 16 de septiembre de 2013, encuentra que las emisiones fugitivas en etapas clave del proceso de producción de gas natural son significativamente mayores. Más bajo que las estimaciones en el inventario nacional de emisiones de la EPA. El estudio informa las mediciones directas de 190 sitios de gas natural en tierra, todos fracturados hidráulicamente, en todo el país y estima una tasa de fuga de 0,42% para la producción de gas.

## Consumo de agua
La fracturación hidráulica masiva típica de los pozos de esquisto utiliza entre 4,500 y 13,200 m³ de agua por pozo, con proyectos grandes que utilizan hasta 19,000 m³. Se usa agua adicional cuando los pozos son refracturados.  Un pozo promedio requiere de 11,000 a 30,000 m³ de agua durante su vida útil. Según el Instituto de Estudios de Energía de Oxford, se requieren mayores volúmenes de fluidos de fracturamiento en Europa, donde el promedio de las profundidades de esquisto es 1.5 veces mayor que en los EE. UU. Si bien las cantidades publicadas pueden parecer grandes, son pequeñas en comparación con el uso general de agua en la mayoría de las áreas. Un estudio en Texas, que es un área de escasez de agua, indica que "el uso de agua para el gas de esquisto es <1% de las extracciones de agua en todo el estado; sin embargo, los impactos locales varían según la disponibilidad de agua y las demandas que compiten entre ellas".
Un informe de la Royal Society y la Royal Academy of Engineering muestra que el uso esperado del producto de un pozo  de fracturación hidráulica es aproximadamente la cantidad necesaria para ejecutar una central eléctrica de carbón de 1.000 MW durante 12 horas. Un informe de 2011 del Tyndall Center estima que para una industria de producción de gas de 9 mil millones de metros cúbicos por año (320 × 109 pies cúbicos / a), entre 1.25 y 1.65 millones de metros cúbicos (44 × 106 a 58 × 106 pies cúbicos) son necesario anualmente, lo que equivale al 0.01% de la extracción total de agua a nivel nacional.
Se ha expresado preocupación por las crecientes cantidades de agua para la fracturación hidráulica en áreas que experimentan estrés hídrico. El uso del agua para la fracturación hidráulica puede desviar el agua del flujo del arroyo, los suministros de agua para los municipios y las industrias como la generación de energía, así como la recreación y la vida acuática.  Los grandes volúmenes de agua requeridos para la mayoría de los métodos de fracturación hidráulica comunes han generado preocupación en las regiones áridas, como el Karoo en Sudáfrica y en Texas, que es propenso a la sequía, en América del Norte.  También puede requerir agua por vía terrestre de fuentes distantes.

Un análisis del ciclo de vida del gas natural para electricidad del 2014 realizado por el Laboratorio Nacional de Energía Renovable concluyó que la electricidad generada por el gas natural de los pozos masivos fracturados hidráulicamente consumía entre 249 galones por megavatio-hora (gal / MWhr) (tendencia de Marcellus) y 272 gal / MWhr ( Barnett Shale). El consumo de agua para el gas de los pozos hidráulicos fracturados masivos fue de 52 a 75 gal / MWhr mayor (26 por ciento a 38 por ciento mayor) que el consumo de 197 gal / MWhr de electricidad del gas natural convencional en tierra.
Algunos productores han desarrollado técnicas de fracturamiento hidráulico que podrían reducir la necesidad de agua. Se ha propuesto utilizar dióxido de carbono, propano líquido u otros gases en lugar de agua para reducir el consumo de agua. Una vez que se usa, el propano vuelve a su estado gaseoso y puede ser recolectado y reutilizado. Además del ahorro de agua, la fractura con gas produce menos daños a las formaciones rocosas que pueden impedir la producción. El agua reciclada se puede reutilizar en la fracturación hidráulica. Reduce la cantidad total de agua utilizada y reduce la necesidad de eliminar las aguas residuales después del uso. Sin embargo, la técnica es relativamente costosa, ya que el agua debe tratarse antes de cada reutilización y puede acortar la vida útil de algunos tipos de equipos.

## Contaminación de agua

### Fluido inyectado
En los Estados Unidos, los fluidos de fracturamiento hidráulico incluyen apuntaladores, marcadores de radionúclidos y otros químicos, muchos de los cuales son tóxicos. El tipo de productos químicos utilizados en la fracturación hidráulica y sus propiedades varían. Si bien la mayoría de ellos son comunes y generalmente inofensivos, algunos químicos son cancerígenos. De los 2,500 productos utilizados como aditivos de fracturamiento hidráulico en los Estados Unidos, 652 contenían uno o más de 29 compuestos químicos conocidos o posibles carcinógenos humanos, regulados por la Ley de Agua Potable Segura por sus riesgos para la salud humana, o catalogados como peligrosos Contaminantes del aire bajo la Ley de Aire Limpio.  Otro 2011 estudio identificó 632 sustancias químicas utilizaron en Estados Unidos operaciones gasistas naturales, del cual único 353 es bien-descrito en la literatura científica. Un estudio expansivo realizado por la Escuela de Salud Pública de Yale en 2016 encontró que numerosos químicos involucrados o liberados por la fractura hidráulica son cancerígenos (http://publichealth.yale.edu/article.aspx?id=13714). De los 119 compuestos identificados en este estudio con datos suficientes, "el 44 por ciento de los contaminantes del agua ... fueron confirmados o posibles carcinógenos". Sin embargo, la mayoría de los químicos carecía de datos suficientes sobre el potencial carcinogénico, destacando la brecha de conocimiento en esta área . Se necesita más investigación para identificar tanto el potencial carcinogénico de los productos químicos utilizados en la fracturación hidráulica como su riesgo de cáncer.
El régimen regulatorio de la Unión Europea requiere la divulgación completa de todos los aditivos. Según la directiva de aguas subterráneas de la UE de 2006, "para proteger el medio ambiente en general y la salud humana en particular, se deben evitar, prevenir o reducir las concentraciones perjudiciales de contaminantes nocivos en las aguas subterráneas". En el Reino Unido, solo las sustancias químicas que no son "peligrosas en su aplicación" tienen licencia de la Agencia de Medio Ambiente.

### Reflujo
Menos de la mitad del agua inyectada se recupera como flujo salino o salmuera de producción posterior, y en muchos casos la recuperación es <30%. A medida que el fluido fracturante fluye de regreso a través del pozo, consiste en fluidos gastados y puede contener constituyentes disueltos, como minerales y aguas de salmuera. En algunos casos, dependiendo de la geología de la formación, puede contener uranio, radio, radón y torio.  Las estimaciones de la cantidad de fluido inyectado que regresa a la superficie oscilan entre el 15-20% y el 30–70%.
Los enfoques para el manejo de estos fluidos, comúnmente conocidos como agua producida, incluyen inyección subterránea, tratamiento y descarga de aguas residuales municipales y comerciales, sistemas autocontenidos en sitios o piletas y reciclaje para fracturar pozos futuros. El sistema de destilación de membrana multiefectos de vacío como un sistema de tratamiento más efectivo ha sido propuesto para el tratamiento del flujo de retorno. Sin embargo, la cantidad de aguas residuales que requieren tratamiento y la configuración incorrecta de las plantas de alcantarillado se han convertido en un problema en algunas regiones de los Estados Unidos. Parte de las aguas residuales de las operaciones de fracturamiento hidráulico son procesadas allí por las plantas públicas de tratamiento de aguas residuales, que no están equipadas para eliminar el material radioactivo y no se requieren pruebas.
Los derrames de agua producidos y la posterior contaminación del agua subterránea también presentan un riesgo de exposición a carcinógenos. La investigación que modeló el transporte de soluto de BTEX (benceno, tolueno, etilbenceno y xileno) y naftaleno para un rango de tamaños de derrames en suelos contrastantes sobre aguas subterráneas a diferentes profundidades encontró que se esperaba que el benceno y el tolueno alcanzaran una concentración relevante para la salud humana en el agua subterránea porque de sus altas concentraciones en el agua producida, el coeficiente de partición sólido / líquido relativamente bajo y los bajos límites de agua potable de EPA para estos contaminantes. El benceno es un carcinógeno conocido que afecta el sistema nervioso central a corto plazo y puede afectar la médula ósea, la producción de sangre, el sistema inmunológico y los sistemas urogenitales con exposición a largo plazo.

### Derrames superficiales
Los derrames superficiales relacionados con la fractura hidráulica ocurren principalmente debido a fallas en los equipos o juicios erróneos de ingeniería.
Los productos químicos volátiles que se encuentran en los estanques de evaporación de aguas residuales pueden evaporarse a la atmósfera o desbordarse. La escorrentía también puede terminar en sistemas de aguas subterráneas. El agua subterránea puede contaminarse con camiones que transportan productos químicos de fracturamiento hidráulico y aguas residuales si están involucrados en accidentes en el camino a sitios de fracturamiento hidráulico o destinos de eliminación.
En la evolución de la legislación de la Unión Europea, se requiere que "los Estados miembros se aseguren de que la instalación se construya de manera que se eviten posibles fugas en la superficie y derrames en el suelo, el agua o el aire". No se permiten la evaporación y estanques abiertos. Las regulaciones requieren que todas las vías de contaminación sean identificadas y mitigadas. Se requiere el uso de plataformas de perforación a prueba de productos químicos para contener derrames químicos. En el Reino Unido, se requiere la seguridad total del gas, y la ventilación de metano solo se permite en una emergencia.

### Metano
En septiembre de 2014, un estudio de los Procedimientos de la Academia Nacional de Ciencias de EE. UU. Publicó un informe que indicaba que la contaminación por metano se puede correlacionar con la distancia de un pozo en los pozos que se sabe que se filtran. Sin embargo, esto no fue causado por el proceso de fracturamiento hidráulico, sino por una mala cementación de las carcasas.
La contaminación del metano del agua subterránea tiene un efecto adverso en la calidad del agua y, en casos extremos, puede provocar una posible explosión. Un estudio científico realizado por investigadores de la Universidad de Duke encontró una alta correlación de las actividades de perforación de pozos de gas, incluida la fracturación hidráulica y la contaminación por metano del agua potable. Según el estudio de 2011 de la Iniciativa de Energía MIT, "hay evidencia de migración de gas natural (metano) a zonas de agua dulce en algunas áreas, muy probablemente como resultado de prácticas deficientes de terminación de pozos, es decir, un trabajo de cementación de mala calidad o una mala cubierta, por algunos operadores". Un estudio de Duke de 2013 sugirió que una construcción defectuosa (sellados de cemento defectuosos en la parte superior de los pozos y revestimientos de acero defectuosos dentro de las capas más profundas) combinada con una particularidad de la geología local puede permitir que el metano se filtre hacia las aguas; la última causa también puede liberar fluidos inyectados al acuífero. Los pozos abandonados de gas y petróleo también proporcionan conductos a la superficie en áreas como Pennsylvania, donde estos son comunes.
Un estudio realizado por Cabot Oil and Gas examinó el estudio de Duke utilizando un tamaño de muestra más grande, y encontró que las concentraciones de metano estaban relacionadas con la topografía, con las lecturas más altas encontradas en áreas bajas, en lugar de estar relacionadas con la distancia desde las áreas de producción de gas. Usando un análisis isotópico más preciso, mostraron que el metano encontrado en los pozos de agua provenía de las formaciones donde se producía la fracturación hidráulica y de las formaciones menos profundas. La Comisión de Conservación de Petróleo y Gas de Colorado investiga las quejas de los propietarios de pozos de agua, y ha encontrado que algunos pozos contienen metano biogénico no relacionado con los pozos de petróleo y gas, pero otros que tienen metano termogénico debido a los pozos de petróleo y gas con revestimiento de pozo con fugas. Una revisión publicada en febrero de 2012 no encontró evidencia directa de que la fase de inyección real de fractura hidráulica causara contaminación del agua subterránea, y sugiere que los problemas reportados ocurren debido a fugas en su aparato de almacenamiento de fluidos o desechos; La revisión dice que el metano en los pozos de agua en algunas áreas probablemente proviene de recursos naturales.
Otra revisión de 2013 encontró que las tecnologías de fracturamiento hidráulico no están libres de riesgo de contaminar el agua subterránea y describió la controversia sobre si el metano que se detectó en pozos de agua subterránea privados cerca de los sitios de fracturamiento hidráulico fue causado por la perforación o por procesos naturales.
En 2019, Howarth concluyó que la creciente producción de gas de esquisto en América del Norte ha contribuido significativamente al reciente aumento del metano atmosférico global.

## Radionucleidos
Existen materiales radiactivos naturales (NORM), por ejemplo: radio, radón, uranio y torio, en los depósitos de esquisto. La salmuera coproducida y traída a la superficie junto con el petróleo y el gas a veces contiene materiales radiactivos naturales; La salmuera de muchos pozos de gas de esquisto, contiene estos materiales radioactivos. La Agencia de Protección Ambiental de los EE. UU. Y los reguladores de Dakota del Norte consideran que los materiales radioactivos en el flujo de retorno son un peligro potencial para los trabajadores en los sitios de perforación y eliminación de desechos por fracturación hidráulica y para los que viven o trabajan en las cercanías si no se siguen los procedimientos correctos. Un informe del Departamento de Protección Ambiental de Pensilvania indicó que hay poco potencial para la exposición a la radiación de las operaciones de petróleo y gas.

## Uso de tierra

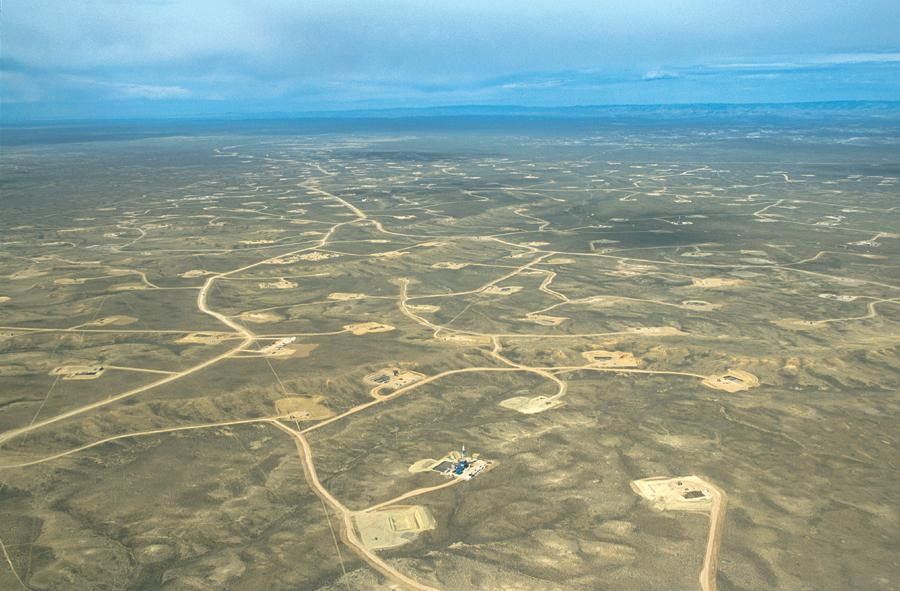
Impacto en la superficie por pozos perforados en Wyoming, EE. UU.

En el Reino Unido, el espaciado probable de los pozos visualizado por el informe de evaluación ambiental estratégica DECC de diciembre de 2013 indicó que era probable que existieran espaciado de 5 km en las áreas con mucha gente, con hasta 3 hectáreas (7,4 acres) por plataforma de pozos. Cada plataforma podría tener 24 pozos separados. Esto equivale a 0.16% del área de la tierra. Un estudio publicado en 2015 en Fayetteville Shale descubrió que un campo de gas maduro impactó alrededor del 2% del área terrestre y aumentó sustancialmente la creación de hábitat en el borde. El impacto promedio en la tierra por pozo fue de 3 hectáreas (aproximadamente 7 acres). Las investigaciones indican que los efectos en los costos de los servicios de los ecosistemas (es decir, los procesos que el mundo natural proporciona a la humanidad) han alcanzado más de 250 millones de dólares por año en los EE. UU.

## Sismicidad
La fractura hidráulica causa una sismicidad inducida llamada eventos microsísmicos o micro terremotos. Estos eventos microsísmicos se usan a menudo para mapear la extensión horizontal y vertical de la fractura. La magnitud de estos eventos generalmente es demasiado pequeña para ser detectada en la superficie, aunque los micro terremotos más grandes pueden tener una magnitud de aproximadamente -1.5 (Mw).

### Sismicidad inducida por fracturamiento hidráulico.
Hasta agosto de 2016, había al menos nueve casos conocidos de reactivación de fallas por fractura hidráulica que causaba sismicidad inducida lo suficientemente fuerte como para que los humanos la sintieran en la superficie: en Canadá, hubo tres en Alberta (M 4.8 y M 4.4 y M 4.4) y tres en Columbia Británica (M 4.6, M 4.4 y M 3.8); En los Estados Unidos ha habido: uno en Oklahoma (M 2.8) y uno en Ohio (M 3.0), y; En el Reino Unido, ha habido dos en Lancashire (M 2.3 y M 1.5).

### Sismicidad inducida por pozos de eliminación de agua.
De acuerdo con el USGS, solo una pequeña fracción de aproximadamente 30,000 pozos de desechos para operaciones de petróleo y gas en los Estados Unidos han provocado terremotos que son lo suficientemente grandes como para ser de interés para el público. Aunque la magnitud de estos terremotos ha sido pequeña, el USGS dice que no hay garantía de que no se produzcan terremotos más grandes. Además, la frecuencia de los terremotos ha ido en aumento. En 2009, hubo 50 terremotos de magnitud mayor a 3.0 en el área que abarca Alabama y Montana, y hubo 87 terremotos en 2010. En 2011 hubo 134 terremotos en la misma zona, un aumento de seis veces más que en los niveles del siglo XX. También existe la preocupación de que los terremotos pueden dañar las líneas subterráneas de gas, petróleo y agua, y los pozos que no fueron diseñados para resistir terremotos.
Un estudio de 2012 del Servicio Geológico de EE. UU. informó que un "notable" aumento en la tasa de M ≥ 3 terremotos en el medio continente de los EE. UU. "Está actualmente en progreso", comenzó en 2001 y culminó en un aumento de 6 veces más que en los niveles del siglo XX en 2011 El aumento general estuvo relacionado con los aumentos de terremotos en algunas áreas específicas: la Cuenca de Raton en el sur de Colorado (sitio de actividad de metano en capas de carbón), y las áreas productoras de gas en el centro y sur de Oklahoma, y el centro de Arkansas. Si bien el análisis sugiere que el aumento es "casi seguro hecho por el hombre", el USGS señaló: "Los estudios del USGS sugieren que el proceso de fractura hidráulica real es muy rara vez la causa directa de los terremotos". Se dijo que el aumento de los terremotos fue probablemente causado por una mayor inyección de aguas residuales de pozos de gas en pozos de eliminación.  La inyección de agua residual de las operaciones de petróleo y gas, incluida la fractura hidráulica, en los pozos de eliminación de agua salada puede causar temblores más grandes de baja magnitud, registrándose hasta 3.3 (Mw).

## Ruido
Cada plataforma de pozo (en promedio 10 pozos por plataforma) necesita durante el proceso de fracturamiento hidráulico y de preparación, aproximadamente 800 a 2,500 días de actividad, lo que puede afectar a los residentes. Además, el ruido es creado por el transporte relacionado con las actividades de fracturación hidráulica. La contaminación acústica causada por las operaciones de fracking (por ejemplo, tráfico, erupciones / quemaduras) a menudo se cita como una fuente de angustia psicológica, así como un bajo rendimiento académico en los niños. Por ejemplo, el ruido de baja frecuencia que proviene de las bombas de pozo contribuye a la irritación, el malestar y la fatiga.
El Onshore Oil and Gas de Reino Unido (UKOOG) es el organismo representativo de la industria, y ha publicado una carta que muestra cómo se mitigarán los problemas de ruido, utilizando aislamiento acústico y plataformas fuertemente silenciadas donde sea necesario.

## Asuntos de seguridad
En julio de 2013, la Administración Federal de Ferrocarriles de los Estados Unidos incluyó la contaminación por hidrocarburos por productos químicos de fracturación hidráulica como "una posible causa" de corrosión en los tanques de nafta de los automóviles.

## Impactos a la comunidad
Las comunidades afectadas a menudo ya son vulnerables, incluidas las personas pobres, rurales o indígenas, que pueden continuar experimentando los efectos nocivos del fracking durante generaciones. La competencia por los recursos entre los agricultores y las compañías petroleras contribuye al estrés para los trabajadores agrícolas y sus familias, así como a una mentalidad de "nosotros contra ellos" a nivel comunitario que crea angustia en la comunidad (Morgan et al. 2016). Las comunidades rurales que albergan operaciones de fracking a menudo experimentan un "ciclo de auge / caída", por el cual su población aumenta, por lo tanto, ejerce presión sobre la infraestructura de la comunidad y las capacidades de provisión de servicios (por ejemplo, atención médica, cumplimiento de la ley).
Las comunidades indígenas y agrícolas pueden verse particularmente afectadas por el fracking, dado su apego histórico y la dependencia de la tierra en la que viven, que a menudo se daña como resultado del proceso de fracking. Los nativos americanos, particularmente aquellos que viven en reservas rurales, pueden ser particularmente vulnerables a los efectos del fracking; es decir, por un lado, las tribus pueden verse tentadas a comprometerse con las compañías petroleras para asegurar una fuente de ingresos pero, por otro lado, a menudo deben participar en batallas legales para proteger sus derechos soberanos y los recursos naturales de sus tierras.

## Limitaciones científicas al Monitorear
Existen numerosas limitaciones científicas para el estudio del impacto ambiental del fracking hidráulico. La principal limitación es la dificultad para desarrollar procedimientos y protocolos de monitoreo efectivos, que existe por varias razones principales:
- La variabilidad entre los sitios de fracking en términos de ecosistemas, tamaños de operación, densidades de plataforma y medidas de control de calidad hace que sea difícil desarrollar un protocolo estándar para el monitoreo.[110]
- A medida que se desarrollan más sitios de fracking, aumenta la posibilidad de interacción entre sitios, lo que aumenta considerablemente los efectos y hace que el monitoreo de un sitio sea difícil de controlar. Estos efectos acumulativos pueden ser difíciles de medir, ya que muchos de los impactos se desarrollan muy lentamente.[111]
- Debido a la gran cantidad de productos químicos involucrados en el fracking hidráulico, el desarrollo de datos de referencia es un desafío. Además, hay una falta de investigación sobre la interacción de los productos químicos utilizados en el fluido de fracking hidráulico y el destino de los componentes individuales..[112]

## Política y ciencia
Hay dos enfoques principales a la regulación que se derivan de los debates de políticas sobre cómo gestionar el riesgo y un debate correspondiente sobre cómo evaluar el riesgo.: 3–7 
Las dos principales escuelas de regulación son la evaluación del riesgo basada en la ciencia y la adopción de medidas para prevenir el daño de esos riesgos a través de un enfoque como el análisis de peligros y el principio de precaución, donde se toman medidas antes de que los riesgos estén bien identificados. La relevancia y confiabilidad de las evaluaciones de riesgo en las comunidades donde se produce la fractura hidráulica también se ha debatido entre grupos ambientales, científicos de la salud y líderes de la industria. Los riesgos, para algunos, son exagerados y la investigación actual es insuficiente para mostrar el vínculo entre la fracturación hidráulica y los efectos adversos para la salud, mientras que para otros los riesgos son obvios y la evaluación de riesgos no cuenta con fondos suficientes.
Así han surgido diferentes enfoques regulatorios. En Francia y Vermont, por ejemplo, se ha favorecido un enfoque de precaución y se ha prohibido la fractura hidráulica basándose en dos principios: el principio de precaución y el principio de prevención. Sin embargo, algunos estados como los Estados Unidos han adoptado un enfoque de evaluación de riesgos, que ha llevado a muchos debates regulatorios sobre el tema de la fracturación hidráulica y sus riesgos.
En el Reino Unido, el marco regulatorio está en gran medida conformado por un informe encargado por el Gobierno del Reino Unido en 2012, cuyo propósito fue identificar los problemas relacionados con la fracturación hidráulica y asesorar a las agencias reguladoras del país. Publicado conjuntamente por la Royal Society y la Royal Academy of Engineering, bajo la presidencia del Profesor Robert Mair, el informe presenta diez recomendaciones que cubren temas como la contaminación del agua subterránea, la integridad del pozo, el riesgo sísmico, las fugas de gas, la gestión del agua, los riesgos ambientales y las mejores prácticas. para la gestión de riesgos, y también incluye asesoramiento para reguladores y consejos de investigación. El informe fue notable por afirmar que los riesgos asociados con la fracturación hidráulica son manejables si se llevan a cabo bajo una regulación efectiva y si se implementan las mejores prácticas operacionales.
Una revisión de 2013 concluyó que, en los EE. UU., Los requisitos de confidencialidad dictados por las investigaciones legales han impedido la investigación revisada por pares sobre los impactos ambientales.